# 牛丸氏
牛丸氏（うしまるし）は、日本の氏族のひとつ。

## 飛騨国の牛丸氏
飛騨国大野郡牛丸邑を本貫とする一族で同地方の豪族・国人領主。飛騨国の名族であった。小鷹利城主の家柄。同じ飛騨国の有力豪族 江馬氏の当主 江馬輝盛と合戦に及びその勢力拡大を阻んできた。しかし天正11年（1583年）、鍋山城主 姉小路頼綱、高堂城主 広瀬宗域により攻められ勢力を失った。生き残った牛丸氏の嫡流 牛丸親綱（牛丸又右衛門）は翌年天正12年（1584年）、織田信長の家臣で越中国を支配していた佐々成政の下に逃れるものの、追い払われ越前国に向かい、織田家臣 金森兵部大輔長近（飛騨と接する奥越前と美濃一部を領国としていた）の家臣となった。天正13年（1585年）、羽柴秀吉が越中の佐々成政を攻め、さらに飛騨の姉小路氏を攻めた。この際に飛騨侵攻を任されたのが金森長近であり、その先鋒として各地で戦い、父祖の地である小鷹利城を奪還した。この戦功は関白羽柴秀吉にも賞され、飛騨国主となった長近から3,000石を賜る。

## 秋田藩士 牛丸氏
一方、牛丸氏にて飛騨国から常陸国に移住した者として、牛丸兵左衛門重勝と弟 市郎右衛門久永らがいる。牛丸兄弟は飛騨国より浪人して関東は常陸国に至り、戦国大名 佐竹右京大夫義宣の家臣となったという。
その後、久永は佐竹家臣 安島氏の当主 安島采女が死に、その妻が未亡人となったので、これを妻とし、妻の連れ子である安島吉兵衛信次を養育する。久永は妻との間に牛丸伝次久吉を儲けるが、主家が関ヶ原の戦いにおいて、減封の上、秋田転封となったので、これに随従し秋田に下った。

## 系譜
- 飛騨牛丸氏

```
 
牛丸重親

　  ┃
　 
親綱

　(親正)
```

- 秋田藩士 牛丸氏

牛丸兵左衛門重勝は本姓 平氏。飛騨浪人にして常陸国に至り、佐竹義宣に奉仕という。
```
系譜 牛丸兵左衛門重勝-重親-重次-重賢-重候-治左衛門重頼
```